# Anopheles watsonii
Anopheles watsonii este o specie de țânțari din genul Anopheles. A fost descrisă pentru prima dată de George Frederick Leicester în anul 1908. Conform Catalogue of Life specia Anopheles watsonii nu are subspecii cunoscute.